# 室內田徑
室內田徑（Indoor Athletics）盛行於歐洲，因為在室內進行比賽，因此不易受到天氣的影響，並需要按照規定於室內保持恆溫進行比賽。
室內田徑和一般室外田徑的主要分別是賽道從室外用的400米環形跑道變成了有部份傾斜度的200米鵝蛋形跑道，另外賽場內設有獨立的60米直線跑道，以進行60米短跑和跨欄賽事。由於場地較小，室內田徑的田類不設長距離投擲項目，徑賽項目也講求運動員的爆發力和速度。